# الحيلة الذهبية
الحيلة الذهبية (بالإنجليزية: Golden gimmick)‏ هي اتفاقية ائتمان ضريبي أجنبي سُنّت في نوفمبر 1950 بواسطة الحكومة الأمريكية تحت رئاسة هاري ترومان بين الملك عبد العزيز آل سعود مؤسس المملكة العربية السعودية وشركة النفط العربية الأمريكية (أرامكو) آنذاك، والتي كانت عبارة عن تحالف عدة شركات نفط أمريكية هي: ستاندر أويل كالفورنيا (شيفرون حالياً) وستاندرد أويل نيو جيرسي (إكسون) وستاندرد أويل نيويورك (موبيل) (الأخيرتان تحالفا بمسمى اكسون موبيل حالياُ) وتكساكو. وتنص الاتفاقية على منح شركة «أرامكو الأمريكية» تخفيضات ضريبية تعادل الأرباح التي كانت تمنح للملك عبد العزيز آل سعود، بما يساوي قيمة النصف المقتطع من أرباح بيع النفط والـ 50% الأخرى يتم تحويلها للحكومة السعودية عن طريق الخزانة الأمريكية. وافق الملك عبد العزيز بهذه المناصفة لأرباح شركة أرامكو بدلاً من سعودة جميع مرافق الشركة على الأراضي السعودية. وكانت هناك عمليات مماثلة حدثت مع شركات النفط الأمريكية في فنزويلا بنفس الوقت، حيث اقتطع حاكم فنزويلا آنذاك 50% من أرباح شركة نيوجرسي ستاندرد أويل (إكسون) ورويال دتش شل. قادت فنزويلا المساعي إلى إنشاء منظمة الدول المصدرة للبترول (أوبك) ثم في عام 1980 حصلت المملكة العربية السعودية على تحكم كامل بشركة أرامكو السعودية.